# 利德雪平市镇

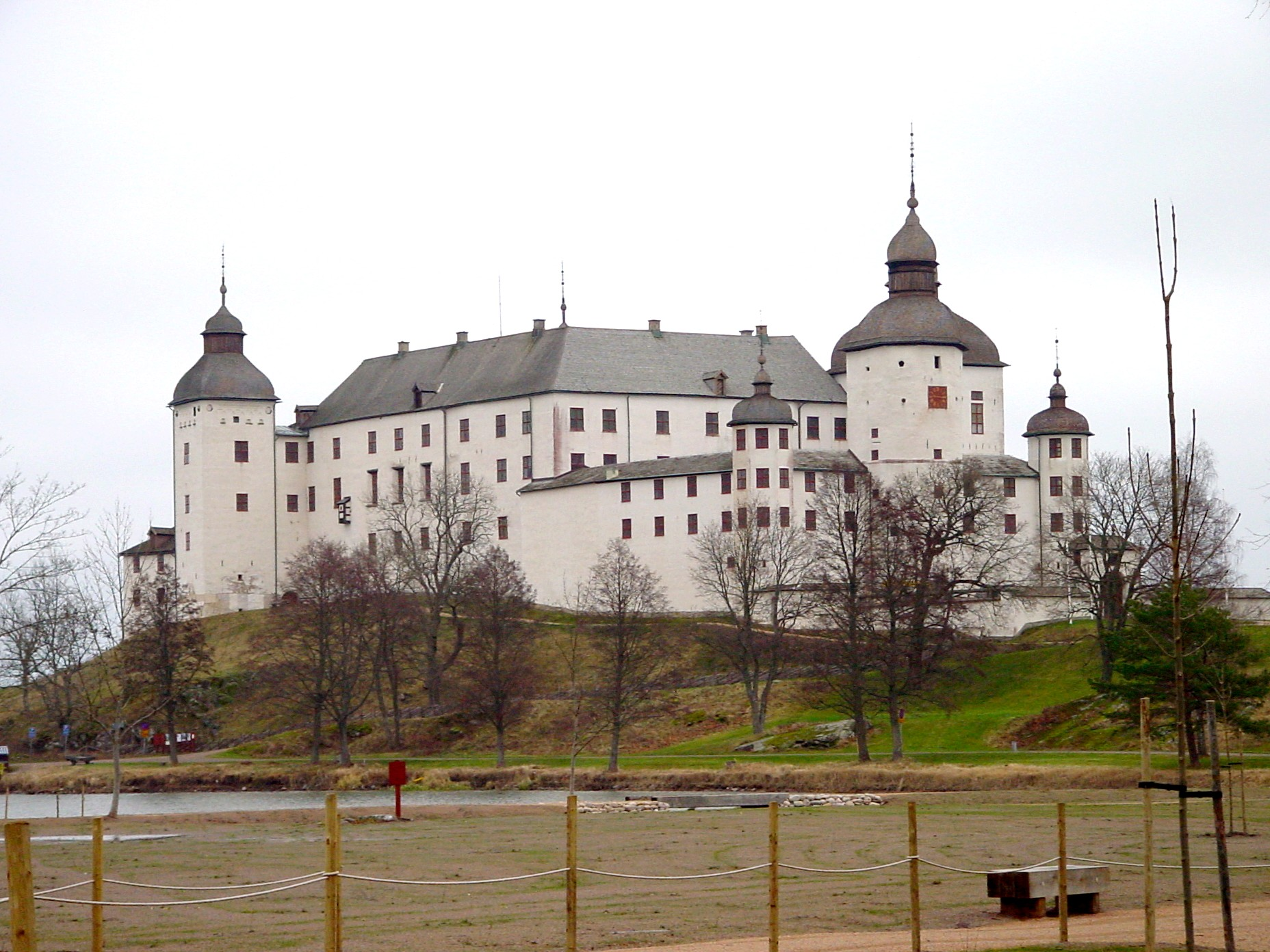
Läckö城堡

利德雪平市镇（瑞典語：Lidköpings kommun）是瑞典西部西约塔兰省的一个市镇。其治所位于利德雪平。